# Galina Jurjewna Jenjuchina
Galina Jurjewna Jenjuchina (russisch Галина Юрьевна Енюхина; * 1. Oktober 1959 in Krasnojarsk) ist eine ehemalige sowjetische Bahnradsportlerin.
1989 wurde Galina Jurjewna Jenjuchina Vize-Weltmeisterin im Sprint, fünf Jahre später errang sie den Titel der Weltmeisterin. Bei den Bahn-Weltmeisterschaften 1995 wurde sie Vize-Weltmeisterin im 500-Meter-Zeitfahren. 1991 sowie 1992 wurde sie jeweils Zweite beim Sprint-Klassiker Grand Prix de Paris. 1993 und 1995 gewann sie den Großen Preis von Deutschland im Sprint.
Bei den Olympischen Spielen 1992 in Barcelona startete Jenjuchina im Sprint und belegte Platz fünf.